# Мбира
Мбира (калимба, пръстово пиано) е музикален ударен инструмент от групата на пластинковите инструменти. Среща се в Централна и Южна Африка. Днес това е един от националните инструменти на Зимбабве.

## Разпространение
Като музикален инструмент възниква при етническата група шона в Зимбабве и Мозамбик. Шона използват мбира повече от 1000 години при различни свои религиозни ритуали, по специални поводи или като забавление на владетелите. В традициите на Зимбабве при церемонията мапира предците се викат с изпълнението на любимите им песни, като по този начин мелодиите се запазват непроменени векове наред. В този фолклорен репертоар са включени стотици песни, които се предават от поколение на поколение така, че остават популярни и до днес. Среща се и при племената ишоко и хадзапи в Танзания, както и в Южната част на Африканския континент.

## Мбираdzavadzimu
Оригиналният инструмент при племената шона се нарича мбира dzavadzimu, което означава „гласът на предците“. Корпусът му се изработва от дървесината на дървото Pterocarpus angolensis. Броят на пластинките варира от 20 до 28. За направата им се е разтопявала някаква желязна руда, от която се извлича металът. В наше време, при изработката на единични екземпляри, за тази цел се ползва стомана от велосипедни спици, пружини от коли, дивани и различни други източници. Инструментът обикновено се прикрепва с пръчки към вътрешната част на половин голяма кратуна, която служи за резонатор (deze) и усилва звука. В долната част на дъската върху метална плоча се поставят нанизани на тел черупки, мъниста или капачки от бутилки. По този начин към звука се добавя едно бръмчене, което варира от меко жужене до такова, наподобяващи звука на дайре. То добавя дълбочина и яснота на тоновете и увеличава обема им. Могат да бъдат възприемани както шепнене, пеене, чукане, като вятър или дъжд. Тези допълващи звуци се считат за съществена част от звука на инструмента, необходим да изчисти ума и мислите, така че музиката да запълни съзнанието на изпълнителите и слушателите. Оригинално се свири с двата палеца и показалеца на дясната ръка.

## Устройство
Класическата мбира се състои от масивна продълговата дъска или кръгла резонаторна кутия с отвор в долния край, върху която са разположени метални пластинки. При по-простите модели корпусът представлява плоска дъска, а при по-сложните е добавен резонатор, за какъвто обикновено се използва куха кратуна, издълбано дърво или черупка от костенурка. Всяка пластинка е с различна дължина, която определя тона ѝ, а ширината постепенно нараства от основата към свободния край. В долната си част пластините са стегнати с помощта на метална пръчка. В зависимост от региона и племето, броят им варира от 8 до 56. Съществуват и инструменти с дървени или бамбукови, вместо с метални пластинки. Днес често могат да бъдат намерени и варианти с пластмасов резонатор.
Съществуват мбири с различни размери – дължината на корпуса варира от 100 до 350 mm, дължината на пластинките – от 30 до 100 mm, а ширината им е 3 – 5 mm. Звукоредът на инструмента зависи от количеството на пластинките.
Басовата разновидност, която е със значително по-големи размери, се нарича маримбула. През 2001 г. в Германия Петер Хокема създава инструмента сансула, вариант на мбира, и патентова изобретението си. То представлява кръгъл дървен обръч, на който е опъната кожа, като в него е монтирана мбира. Звученето на новия инструмент е с много по-голяма дълбочина.

## Начин на изпълнение
На мбира се свири с двете ръце едновременно. Звукът се възпроизвежда чрез последователно закачане и приплъзване на палците или показалците от горе надолу като по този начин пластинките се привеждат в състояние на вибриране. Инструментът се настройва чрез регулиране на дължината на пластинките и благодарение на това той може да бъде настроен на всяка тонална система. Най-често пластинките са настроени на някоя гама. Съседните по височина звуци се намират от двете страни на най-дългата пластина в средата на корпуса. По този начин две съседни пластинки възпроизвеждат голяма терца. Секундните интервали могат да бъдат извлечени само като се свири едновременно и с двете ръце, затова за мбирата по-характерно е консонансното звучене. Инструментът се отличава с мек, топъл и продължителен звук, като обхваща диапазон от три и малко повече октави.
При шона музикалното парче, изпълнявано на мбира, се състои от основен цикличен модел, който включва множество преплетени мелодии, често с контрастиращи ритми. Многобройните възможности за ритмични и мелодични вариации правят всяко изпълнение уникално. Когато двама музиканти свирят заедно на мбира се получават мелодии, богати на полифония и полиритми.
Народните ансамбли обикновено имат не по-малко от двама изпълнители на мбира, най-често в комбинация с един изпълнител на инструмента хошо. Традиционно при шона свиренето на мбира продължава с часове и често се организира през нощта. Според легендите на племето тази музика помага да се изпадне в транс и то не само на музикантите, а и на всички присъстващи.
Инструментът мбира преживява възраждане през втората половина на 20 век и заема своето място в поп музиката на Зимбабве. Най-известните изпълнители са Eufat Mujuru, Dumisani Marayre и Морис Уайт.

## Видове настройки
При различните народи и племена настройката на инструмента е различна. Примерен звукоред при някои от тях:
- бакуе (Кот д'Ивоар) – a1, f1, d1, c1, e1, g1, h1
- лемба (Зимбабве и РЮА) – b1, g1, f1, g, c1, h, d1, c2
- баквенда (РЮА) – b, as, f1, f, e1, es, c1, H, d1, des, ges1, ges, b